# Centro de Física Teórica del MIT
El Centro de Física Teórica del MIT (CTP, por sus siglas en inglés) es el centro de investigación en física nuclear teórica, física de partículas e información cuántica en el MIT. Es una subdivisión del Laboratorio de Ciencias Nucleares y el Departamento de Física del MIT.

## Investigación
Las actividades de CTP abarcan desde la teoría de cuerdas y la cosmología en las energías más altas hasta la unificación y la física más allá del modelo estándar, pasando por el modelo estándar, la cromodinámica cuántica (QCD, por sus siglas en inglés), los hadrones, la materia de quarks y los núcleos a baja escala de energía.
Los miembros del CTP también trabajan actualmente en computación cuántica y política energética. La amplitud y profundidad de la investigación en física nuclear, de partículas, de cuerdas y gravitacional en el CTP lo convierte en un entorno único para los investigadores en estos campos.

## Miembros
Además de los 15 miembros del cuerpo docente del MIT que trabajan en el CTP, en cualquier momento dado hay aproximadamente una docena de becarios postdoctorales y tantos, o más, visitantes a largo plazo que trabajan a nivel postdoctoral o de profesorado. El CTP cuenta con el apoyo de 25-35 estudiantes de posgrado del MIT, que trabajan con el profesorado y los becarios postdoctorales en problemas en todo el espectro de la energía.
Las áreas de investigación actuales en el centro incluyen física de partículas, cosmología, teoría de cuerdas, fenomenología en y más allá del modelo estándar, teoría cuántica de campos, cromodinámica cuántica en retículo, física de la materia condensada, computación cuántica e investigación energética.
Entre los miembros actuales destacados del cuerpo docente se encuentran el Premio Nobel Frank Wilczek, Jeffrey Goldstone, el cosmólogo inflacionario Alan Guth, el cosmólogo Max Tegmark y el científico de información cuántica Peter Shor. Los antiguos miembros del cuerpo docente del CTP incluyen al Secretario de Energía de los Estados Unidos, Ernest Moniz, al ganador del Premio Breakthrough Daniel Freedman, a la teórica de partículas y autora Lisa Randall, al ganador del Premio Abel Isadore Singer, al Premio Nobel Steven Weinberg, y muchos otros.

## Directores
- Herman Feshbach, 1967-1973
- Francisco Low,[3] 1973-1976
- Arturo Kerman, 1976-1983
- Jeffrey Goldstone, 1983-1989
- Juan Negele, 1989-1998
- Robert Jaffe, 1998–2004
- Eddie Farhi, 2004–16[4]
- Washington Taylor IV, 2016–19
- Iain Stewart, 2019-presente

## Facultad
Los actuales y antiguos miembros de la facultad del CTP incluyen:
- Michel Baranger, alumno de Hans Bethe, hizo contribuciones a la espectroscopia de plasma, el movimiento colectivo nuclear y el caos cuántico.
- Netta Engelhardt, ganadora del Premio New Horizons in Physics 2021[6] por su trabajo sobre agujeros negros.
- Edward Farhi, físico de partículas convertido en teórico de la información cuántica.
- Herman Feshbach, director fundador de la CTP.
- Daniel Freedman, ganador del Premio Breakthrough.
- Sergio Fubini, pionero de la teoría de cuerdas.
- Roscoe Giles, ingeniero informático y físico teórico; primer afroamericano en obtener un doctorado en física teórica en Stanford.
- Jeffrey Goldstone, físico teórico de quien se toma el nombre para los bosones de Goldstone.
- Alan Guth, descubridor de la inflación cósmica.
- Daniel Harlow, galardonado en 2019 con el premio New Horizons in Physics[7] por sus contribuciones a la "información cuántica, la teoría cuántica de campos y la gravedad".
- Aram Harrow, científico de la información cuántica.
- Kerson Huang, conocido por sus contribuciones a la física estadística y la teoría cuántica de campos junto con Chen Ning Yang, Tsung-Dao Lee y Steven Weinberg.[8]
- Roman Jackiw, del modelo Jackiw-Teitelboim de la gravedad 2d.
- Robert Jaffe, director del CTP, conocido por el MIT Bag Model.
- Xiangdong Ji, ganador del Premio Herman Feshbach en física nuclear.[9]
- Kenneth Johnson, famoso por sus contribuciones fundamentales a la teoría cuántica de campos y la subestructura de los quarks.
- David Kaiser, cosmólogo e historiador de la ciencia.
- Francis Low, director del CTP, alumno del Proyecto Manhattan y cofundador de la Union of Concerned Scientists.
- Samir Mathur, teórico de cuerdas y arquitecto del programa "fuzzball" para comprender los microestados de los agujeros negros.
- Ernest Moniz, exsecretario de Energía de los Estados Unidos de América.
- John Negele, director del CTP, físico nuclear.
- Lisa Randall, física de partículas, cosmóloga y autora popular de física; primera profesora mujer en el CTP.
- Peter Shor, científico de la información cuántica, conocido por el algoritmo de Shor.
- Isadore Singer, ganador del Premio Abel.
- Tracy Slatyer, conocida por las burbujas de Fermi; segunda profesora titular mujer del CTP.
- Max Tegmark, destacado cosmólogo y autor popular de física.
- Jesse Thaler, director del Instituto de Inteligencia Artificial de NSF para Interacciones Fundamentales.
- Charles Thorn, destacado teórico de cuerdas.
- Gabriele Veneziano, pionero de la teoría de cuerdas.
- Felix Villars, del método de regularización de Pauli-Villars en la teoría cuántica de campos.
- Steven Weinberg, Premio Nobel.
- Victor Weisskopf, expresidente del Departamento de Física del MIT.
- Frank Wilczek, Premio Nobel conocido por su trabajo en libertad asintótica y axiones.
- James Young, destacado físico nuclear; miembro fundador de la Sociedad Nacional de Físicos Negros; primer profesor negro titular en el Departamento de Física del MIT.
- Barton Zwiebach, teórico de cuerdas peruano, hizo contribuciones centrales a la teoría de campos de cuerdas.